# Садовников, Сергей Константинович
Серге́й Константи́нович Садо́вников (2 марта 1982, Ханты-Мансийск) — российский и белорусский биатлонист. Мастер спорта международного класса по биатлону.
Биатлоном начал заниматься в Ханты-Мансйске. Тренеры - В.П. Захаров, В.В. Брагин. Выигрывал первенство мира среди юниоров. В 2004 году стал чемпионом России по биатлону в гонке патрулей. В 2006 году выиграл чемпионат в смешанной эстафете.
Потеряв шанс попасть в основную сборную страны, перед сезоном 2008-2009 Садовников перешёл в сборную Беларуси. За неё биатлонист выступал на нескольких этапах Кубка мира а также на чемпионате мира в Пхёнчхане, где он занял 31-е место в индивидуальной гонке. В общем зачете Садовников с 21 очком занял 84-е место. По окончании сезона покинул расположение сборной из-за невысокой степени готовности к современным требованиям биатлона.